# Edward Berggren

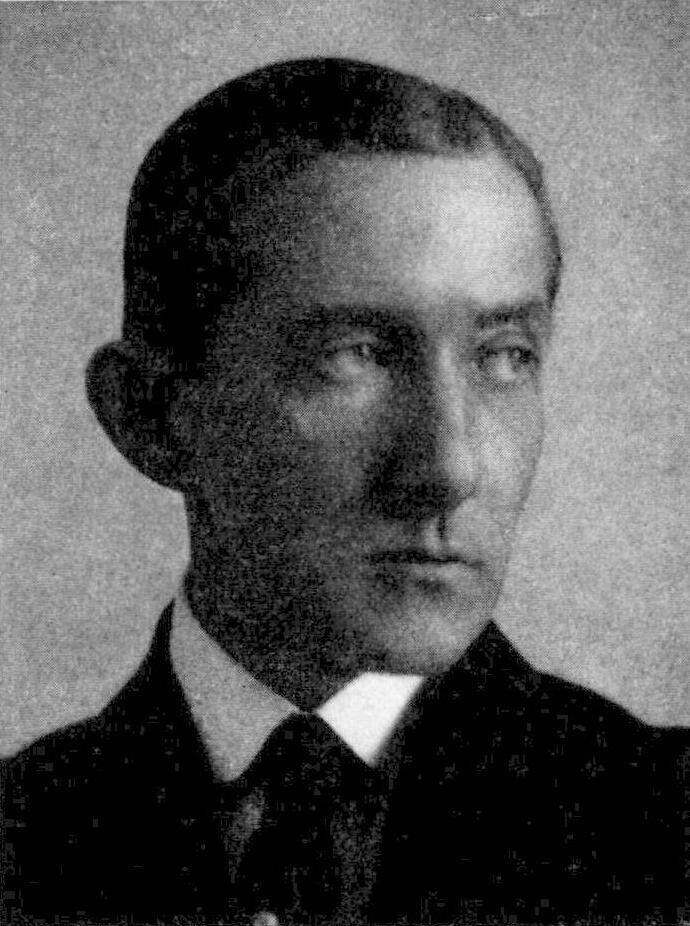
Edward Berggren

Edward Berggren (* 20. November 1876 in Törnevalla, Östergötland; † 19. Mai 1961 in Stockholm-Bromma, Schweden) war ein schwedischer Maler, Kunstpädagoge und Illustrator. Er leitete von 1919 bis 1920 die Althins målarskola in Stockholm und gründete 1920 gemeinsam mit Gottfrid Larsson seine eigene Kunstschule.

## Leben und Ausbildung
Berggren studierte zunächst an der Kungliga Tekniska Högskolan (heute Konstfack) in Stockholm sowie in privatem Unterricht bei C. W. Jaensson, Caleb Althin und Axel Kulle. Anschließend setzte er seine Ausbildung an der Kungliga Akademien för de fria konsterna (Konstakademien) fort, wo er von 1897 bis 1903 studierte.
1903/04 studierte er in Paris bei Kr. Krogh und Emile Renard an der Académie Colarossi und an der Académie de la Grande Chaumière. Anschließend unternahm Berggren ausgedehnte Studienreisen durch Europa und verweilte im Zeitraum 1910 bis 1913 hauptsächlich in Rom. Er nahm an Kunstausstellungen teil, beispielsweise in Stockholm, Göteborg, Hamburg und München. Danach wurde er Sekretär des Künstlerclubs (1914–1917). Er kurierte mehrere Kunstausstellungen, u. a. der Ausstellung von Künstlerporträts im Herbst 1920 in Stockholm. Ab 1917 war er an der 1896 von Caleb Althin gegründeten Althins målarskola in Stockholm, erst als Lehrer für Aktzeichnen, 1919/20 als amtierender Schulleiter. Mit Gottfrid Larsson gründete er 1920 die Edward Berggrens målarskola, die zunächst unter seiner Leitung stand. Dahinter stand die Idee, dass sie zum einen als Vorbereitungsschule für die Kunstakademie und zum anderen als Mal- und Zeichenschule nach Pariser Vorbild, verbunden mit Unterricht im Modellieren, dienen solle. Ab 1956 wurde sie von der Malerin Idun Lovén übernommen und entwickelte sich später zur heutigen Konstskolan Idun Lovén.

## Werk und Wirken
Berggren war neben seiner Lehrtätigkeit umfangreich als Porträtist, Illustrator und Maler tätig. Bedeutend ist sein Beitrag mit seinen Illustrationen für zahlreiche Kinder- und Jugendbücher, für gestalterische Werkausgaben und für Bücher zeitgenössischer schwedischer Autoren. Hierunter sind die künstlerischen Ausschmückungen der Werke von Verner von Heidenstam sowie für das Buch „Svenskarna och deras hövdingar“ (Die Schweden und ihre Häupter) sehr bekannt. Weniger bekannt sind seine zahlreichen Porträts (u. a. von Prinz Karl oder die Schauspielerin Stina Hedberg, die später als Zarah Leander weltberühmt wurde). Zudem schuf Berggren zudem bedeutende öffentliche Altarmalereien, beispielsweise für die Järla kyrka in Västergötland, die Huskvarna kyrka und das Kloster St. Georg in Frankfurt am Main.
Seine Werke sind unter anderem im Nationalmuseum Stockholm und im Delaware Art Museum in den USA vertreten.

## Bedeutung
Als prägende Figur in der schwedischen Kunstpädagogik des frühen 20. Jahrhunderts trug Berggren zur Ausbildung mehrerer Generationen von Künstlern bei und beeinflusste die Entwicklung der Kunstschulen in Stockholm. Seine öffentliche Malerei und Illustrationsarbeit zeugen von einem breit gefächerten künstlerischen Werk, das bis heute museumsgeschichtlich relevant ist.